# Lost Songs 95-98
Lost Songs 95-98 è il quinto album discografico in studio del cantautore inglese David Gray, pubblicato nel 2001. Le tracce, come dice il titolo del disco, sono state registrate tra il 1995 ed il 1998.

## Tracce
1. Flame Turns Blue – 4:53
2. Twilight – 2:23
3. Hold On – 1:55
4. As I'm Leaving – 4:35
5. If Your Love Is Real – 3:35
6. Tidal Wave – 2:20
7. Falling Down the Mountainside – 4:50
8. January Rain – 2:45
9. Red Moon – 3:26
10. A Clean Pair of Eyes – 4:59
11. Wurlitzer – 1:19